# 1989-es úszó-Európa-bajnokság
Az 1989-es úszó-Európa-bajnokságot Bonnban, Nyugat-Németországban rendezték augusztus 16. és augusztus 23. között. Az Eb-n 43 versenyszámot rendeztek. 32-t úszásban, 6-ot műugrásban, 3-at szinkronúszásban és 2-t vízilabdában. Bekerült a programba az 1 m-es műugrás.

## Éremtáblázat
(A táblázatban Magyarország és a rendező nemzet eltérő háttérszínnel kiemelve.)
| Helyezés | Nemzet         | Arany | Ezüst | Bronz | Összesen |
| 1.       | NDK            | 16    | 11    | 11    | 38       |
| 2.       | Szovjetunió    | 6     | 10    | 6     | 22       |
| 3.       | Franciaország  | 4     | 4     | 1     | 9        |
| 4.       | Olaszország    | 4     | 1     | 6     | 11       |
| 5.       | Magyarország   | 3     | 4     | 1     | 8        |
| 6.       | NSZK           | 3     | 3     | 3     | 9        |
| 7.       | Hollandia      | 2     | 4     | 3     | 9        |
| 8.       | Lengyelország  | 2     | 2     | 2     | 6        |
| 9.       | Nagy-Britannia | 2     | 0     | 1     | 3        |
| 10.      | Spanyolország  | 1     | 0     | 0     | 1        |
| 11.      | Jugoszlávia    | 0     | 1     | 1     | 2        |
| 12.      | Belgium        | 0     | 1     | 0     | 1        |
| 12.      | Bulgária       | 0     | 1     | 0     | 1        |
| 12.      | Írország       | 0     | 1     | 0     | 1        |
| 15.      | Svájc          | 0     | 0     | 3     | 3        |
| 16.      | Dánia          | 0     | 0     | 2     | 2        |
| 16.      | Svédország     | 0     | 0     | 2     | 2        |
| 18.      | Norvégia       | 0     | 0     | 1     | 1        |
| Összesen | Összesen       | 43    | 43    | 43    | 129      |

## Érmesek

### Úszás

#### Férfi
| Versenyszám               | Arany                                                                                    | Arany      | Ezüst                                                                                  | Ezüst    | Bronz                                                                                 | Bronz    |
| ------------------------- | ---------------------------------------------------------------------------------------- | ---------- | -------------------------------------------------------------------------------------- | -------- | ------------------------------------------------------------------------------------- | -------- |
| 50 m-es gyorsúszás        | Volodimir Tkacsenko · Szovjetunió                                                        | 22,64      | Jevgenyij Kotriaga · Szovjetunió                                                       | 22,67    | Nils Rudolph · NDK                                                                    | 22,76    |
| 100 m-es gyorsúszás       | Giorgio Lamberti · Olaszország                                                           | 49,24 ER   | Iurie Başcatov · Szovjetunió                                                           | 50,13    | Raimundas Mažuolis · Szovjetunió                                                      | 50,15    |
| 200 m-es gyorsúszás       | Giorgio Lamberti · Olaszország                                                           | 1:46,69 WR | Artur Wojdat · Lengyelország                                                           | 1:47,96  | Anders Holmertz · Svédország                                                          | 1:48,06  |
| 400 m-es gyorsúszás       | Artur Wojdat · Lengyelország                                                             | 3:47,78    | Stefan Pfeiffer · NSZK                                                                 | 3:48,68  | Mariusz Podkościelny · Lengyelország                                                  | 3:49,29  |
| 1500 m-es gyorsúszás      | Jörg Hoffmann · NDK                                                                      | 15:01,52   | Stefan Pfeiffer · NSZK                                                                 | 15:01,93 | Mariusz Podkościelny · Lengyelország                                                  | 15:19,29 |
|                           |                                                                                          |            |                                                                                        |          |                                                                                       |          |
| 100 m-es hátúszás         | Martin López-Zubero · Spanyolország                                                      | 56,44      | Szergej Zabolotnov · Szovjetunió                                                       | 56,45    | Dirk Richter · NDK                                                                    | 56,52    |
| 200 m-es hátúszás         | Stefano Battistelli · Olaszország                                                        | 1:59,96    | Vlagyimir Szelkov · Szovjetunió                                                        | 2:00,02  | Tino Weber · NDK                                                                      | 2:07,43  |
|                           |                                                                                          |            |                                                                                        |          |                                                                                       |          |
| 100 m-es mellúszás        | Adrian Moorhouse · Nagy-Britannia                                                        | 1:01,71    | Dmitrij Volkov · Szovjetunió                                                           | 1:01,94  | Nick Gillingham · Nagy-Britannia                                                      | 1:02,12  |
| 200 m-es mellúszás        | Nick Gillingham · Nagy-Britannia                                                         | 2:12,90 WR | Gary O'Toole · Írország                                                                | 2:15,73  | Szabó József · Magyarország                                                           | 2:16,05  |
|                           |                                                                                          |            |                                                                                        |          |                                                                                       |          |
| 100 m-es pillangóúszás    | Rafał Szukała · Lengyelország                                                            | 54,47      | Bruno Gutzeit · Franciaország                                                          | 54,50    | Martin Herrmann · NSZK                                                                | 54,54    |
| 200 m-es pillangóúszás    | Darnyi Tamás · Magyarország                                                              | 1:58,87    | Rafał Szukała · Lengyelország                                                          | 2:00,62  | Matijaz Kozelj · Jugoszlávia                                                          | 2:00,73  |
|                           |                                                                                          |            |                                                                                        |          |                                                                                       |          |
| 200 m-es vegyesúszás      | Darnyi Tamás · Magyarország                                                              | 2:01,03    | Raik Hannemann · NDK                                                                   | 2:03,07  | Josef Hladký · NSZK                                                                   | 2:03,21  |
| 400 m-es vegyesúszás      | Darnyi Tamás · Magyarország                                                              | 4:15,25    | Patrick Kühl · NDK                                                                     | 4:16,08  | Stefano Battistelli · Olaszország                                                     | 4:19,13  |
|                           |                                                                                          |            |                                                                                        |          |                                                                                       |          |
| 4 × 100 m-es gyorsváltó   | NSZK · Peter Sitt · André Schadt · Bengt Zikarsky · Björn Zikarsky                       | 3:19,68    | Franciaország · Stéphan Caron · Christophe Kalfayan · Laurent Neuville · Bruno Gutzeit | 3:19,73  | Svédország · Tommy Werner · Anders Holmertz · Håkan Karlsson · Joakim Holmqvist       | 3:19,76  |
| 4 × 200 m-es gyorsváltó   | Olaszország · Massimo Trevisan · Roberto Gleria · Giorgio Lamberti · Stefano Battistelli | 7:15,39    | NSZK · Peter Sitt · Martin Herrmann · Erik Hochstein · Stefan Pfeiffer                 | 7:17,38  | NDK · Uwe Daßler · Andree Matzk · Thomas Flemming · Steffen Zesner                    | 7:17,79  |
| 4 × 100 m-es vegyes váltó | Szovjetunió · Szergej Zabolotnov · Dmitrij Volkov · Vagyim Jaroscsuk · Iurie Başcatov    | 3:41,44    | Franciaország · Franck Schott · Cédric Penicaud · Bruno Gutzeit · Stéphan Caron        | 3:43,09  | Olaszország · Stefan Battistelli · Gianni Minervini · Marco Braida · Giorgio Lamberti | 3:43,14  |

#### Női
| Versenyszám               | Arany                                                                       | Arany      | Ezüst                                                                                 | Ezüst   | Bronz                                                                           | Bronz   |
| ------------------------- | --------------------------------------------------------------------------- | ---------- | ------------------------------------------------------------------------------------- | ------- | ------------------------------------------------------------------------------- | ------- |
| 50 m-es gyorsúszás        | Catherine Plewinski · Franciaország                                         | 25,63      | Daniela Hunger · NDK                                                                  | 25,64   | Katrin Meißner · NDK                                                            | 25,87   |
| 100 m-es gyorsúszás       | Katrin Meißner · NDK                                                        | 55,38      | Manuela Stellmach · NDK                                                               | 55,40   | Marianne Muis · Hollandia                                                       | 55,61   |
| 200 m-es gyorsúszás       | Manuela Stellmach · NDK                                                     | 1:58,93    | Marianne Muis · Hollandia                                                             | 1:59,96 | Mette Jacobsen · Dánia                                                          | 2:00,35 |
| 400 m-es gyorsúszás       | Anke Möhring · NDK                                                          | 4:05,84 ER | Heike Freidrich · NDK                                                                 | 4:10,14 | Manuela Melchiorri · Olaszország                                                | 4:10,89 |
| 800 m-es gyorsúszás       | Anke Möhring · NDK                                                          | 8:23,99    | Astrid Strauss · NDK                                                                  | 8:28,24 | Irene Dalby · Norvégia                                                          | 8:28,59 |
|                           |                                                                             |            |                                                                                       |         |                                                                                 |         |
| 100 m-es hátúszás         | Kristin Otto · NDK                                                          | 1:01,86    | Egerszegi Krisztina · Magyarország                                                    | 1:02,44 | Anja Eichhorst · NDK                                                            | 1:03,10 |
| 200 m-es hátúszás         | Dagmar Hase · NDK                                                           | 2:12,46    | Egerszegi Krisztina · Magyarország                                                    | 2:12,61 | Kristin Otto · NDK                                                              | 2:14,29 |
|                           |                                                                             |            |                                                                                       |         |                                                                                 |         |
| 100 m-es mellúszás        | Susanne Börnike · NDK                                                       | 1:09,55    | Tanya Dangalakova · Bulgária                                                          | 1:09,65 | Manuela Dalla Valle · Olaszország                                               | 1:10,39 |
| 200 m-es mellúszás        | Susanne Börnike · NDK                                                       | 2:27,77    | Brigitte Becue · Belgium                                                              | 2:29,94 | Jelena Volkova · Szovjetunió                                                    | 2:29,95 |
|                           |                                                                             |            |                                                                                       |         |                                                                                 |         |
| 100 m-es pillangóúszás    | Catherine Plewinski · Franciaország                                         | 59,08      | Jacqueline Jacob · NDK                                                                | 1:00,42 | Kathleen Nord · NDK                                                             | 1:00,81 |
| 200 m-es pillangóúszás    | Kathleen Nord · NDK                                                         | 2:09,33    | Jacqueline Jacob · NDK                                                                | 2:10,94 | Mette Jacobsen · Dánia                                                          | 2:12,63 |
|                           |                                                                             |            |                                                                                       |         |                                                                                 |         |
| 200 m-es vegyesúszás      | Daniela Hunger · NDK                                                        | 2:13,26    | Marianne Muis · Hollandia                                                             | 2:15,85 | Mildred Muis · Hollandia                                                        | 2:17,23 |
| 400 m-es vegyesúszás      | Daniela Hunger · NDK                                                        | 4:41,82    | Egerszegi Krisztina · Magyarország                                                    | 4:44,75 | Grit Müller · NDK                                                               | 4:46,06 |
|                           |                                                                             |            |                                                                                       |         |                                                                                 |         |
| 4 × 100 m-es gyorsváltó   | NDK · Katrin Meißner · Manuela Stellmach · Daniela Hunger · Heike Friedrich | 3:42,46    | Hollandia · Diana van der Plaats · Marieke Mastenbroek · Mildred Muis · Marianne Muis | 3:43,66 | NSZK · Katja Ziliox · Susanne Bosserhoff · Marion Aizpors · Birgit Lohberg      | 3:46,15 |
| 4 × 200 m-es gyorsváltó   | NDK · Anke Möhring · Manuela Stellmach · Astrid Strauss · Heike Friedrich   | 7:58,54    | Hollandia · Diana van der Plaats · Kirsten Silvester · Mildred Muis · Marianne Muis   | 8:08,00 | Olaszország · Tanya Vanini · Orietta Patron · Silvia Persi · Manuela Melchiorri | 8:10,49 |
| 4 × 100 m-es vegyes váltó | NDK · Kristin Otto · Susanne Börnike · Jaqueline Jacob · Katrin Meißner     | 4:07,40    | Olaszország · Lorenza Vigarani · Manuela Dalla Valle · Manuela Carosi · Silvia Persi  | 4:10,78 | Hollandia · Ellen Elzerman · Kira Bulten · Judith Anema · Marianne Muis         | 4:11,53 |

### Műugrás

#### Férfi
| Versenyszám         | Arany                            | Arany  | Ezüst                               | Ezüst  | Bronz                               | Bronz  |
| ------------------- | -------------------------------- | ------ | ----------------------------------- | ------ | ----------------------------------- | ------ |
| 1 m-es műugrás      | Edwin Jongejans · Hollandia      | 394,08 | Valerij Sztatszenko · Szovjetunió   | 378,24 | Alekszandr Gladcsenko · Szovjetunió | 363,24 |
| 3 m-es műugrás      | Albin Killat · NSZK              | 672,75 | Alekszandr Gladcsenko · Szovjetunió | 666,42 | Jan Hempel · NDK                    | 663,84 |
| 10 m-es toronyugrás | Georgiy Chogovadze · Szovjetunió | 639,69 | Jan Hempel · NDK                    | 578,43 | Vlagyimir Tyimosinyin · Szovjetunió | 572,40 |

#### Női
| Versenyszám         | Arany                        | Arany  | Ezüst                                   | Ezüst  | Bronz                               | Bronz  |
| ------------------- | ---------------------------- | ------ | --------------------------------------- | ------ | ----------------------------------- | ------ |
| 1 m-es műugrás      | Irina Lasko · Szovjetunió    | 278,46 | Brita Baldus · NDK                      | 267,24 | Marina Babkova · Szovjetunió        | 216,00 |
| 3 m-es műugrás      | Marina Babkova · Szovjetunió | 514,23 | Brita Baldus · NDK                      | 510,72 | Szvetlana Alekszejeva · Szovjetunió | 486,09 |
| 10 m-es toronyugrás | Ute Wetzig · NDK             | 403,35 | Inha Mikalajivna Afonyina · Szovjetunió | 400,83 | Jana Eichler · NDK                  | 395,55 |

### Szinkronúszás
| Versenyszám | Arany                                                 | Arany   | Ezüst                                                 | Ezüst   | Bronz                             | Bronz   |
| ----------- | ----------------------------------------------------- | ------- | ----------------------------------------------------- | ------- | --------------------------------- | ------- |
| Egyéni      | Hrisztyina Falaszinidi · Szovjetunió                  | 184,560 | Karine Schuler · Franciaország                        | 182,870 | Karin Singer · Svájc              | 181,830 |
| Páros       | Franciaország · Marianne Aeschbacher · Karine Schuler | 182,502 | Szovjetunió · Marija Cserjajeva · Jelena Frocseszkaja | 179,970 | Svájc · Edith Boss · Karin Singer | 179,652 |
| Csapat      | Franciaország                                         | 180,365 | Szovjetunió                                           | 179,945 | Svájc                             | 174,080 |

### Vízilabda
| Versenyszám | Arany     | Ezüst        | Bronz         |
| ----------- | --------- | ------------ | ------------- |
| Férfi       | NSZK      | Jugoszlávia  | Olaszország   |
| Női         | Hollandia | Magyarország | Franciaország |